# Ménage à trois (série télévisée)
Pour les articles homonymes, voir Ménage à trois (homonymie).
Ménage à trois (Partners) est une série télévisée américaine en 22 épisodes de 22 minutes, créée par Amy Lippman, Jeff Greenstein et Jeff Strauss et diffusée entre le 11 septembre 1995 et le 1er avril 1996 sur le réseau Fox.
En France, la série a été diffusée entre le 20 décembre 2000 et le 7 août 2002 sur TF6, puis elle a été rediffusée sur Sérieclub à partir du 20 décembre 2004 .

## Synopsis
La série met en scène deux architectes, Bob et Owen, vivant en colocation avec la fiancée d'Owen, Alicia, et s'intéresse surtout au manque de succès de Bob auprès des femmes.

## Distribution
- Tate Donovan (VF : Sébastien Desjours) : Owen
- Jon Cryer (VF : Denis Laustriat) : Bob
- Maria Pitillo (VF : Dolly Vanden) : Alicia Sundergard
- Catherine Lloyd Burns (VF : Marie-Martine) : Heather Bond

## Épisodes
1. L'Intrus (Pilot)
2. La Robe (A Dress?)
3. Une revenante (Who's Janet?)
4. Vent de folie (Primo?)
5. La Maison de nos rêves (Why are the Blumenthals Living in My House?)
6. L’Hôtel du souvenir (Sexiversary)
7. Un drôle de couple (Who's Afraid of Ron and Cindy Wolfe?)
8. Faux semblants (Who are You Supposed to Be?)
9. Rendez-vous à la mairie (City Hall)
10. Combien de temps faut-il pour cuire une dinde de dix kilos ? (How Long Does it Take to Cook a 22-Pound Turkey?)
11. Faut-il te signer un chèque ? (Do We Have to Write You a Check?)
12. Brève rencontre (Fourteen Minutes?)
13. Un réveillon mouvementé (The Year of Bob?)
14. Ta baby sitter ? (Your Baby-sitter?)
15. Papa a une petite amie (How was Your Date with Dad?)
16. Le Chef de chantier (May I Call You Dick?)
17. La Saint-Valentin (Follow the Clams?)
18. La Valse des intérimaires (Can We Keep Her, Dad?)
19. Moi un tocard ? (Hello? Harmless?)
20. Liaison secrète (Soup or a Movie?)
21. Vous démissionnez ? (You Quit?)
22. La Demande en mariage (Will You Marry Me?)